# Muscaphis
Muscaphis  (лат.) — род тлей из подсемейства Aphidinae (Macrosiphini). Около 10 видов. Неарктика, Палеарктика.

## Описание
Мелкие насекомые, длина 1—2 мм.
Ассоциированы с мхами и растениями Pyroideae. Близок к тлям рода Nearctaphis.
- Muscaphis canadensis (Hille Ris Lambers)
- Muscaphis escherichi (Börner)
- Muscaphis musci Börner
- Muscaphis stroyani  (Smith)
- Muscaphis utahensis  (Smith & Knowlton)
- Другие виды